# Robbie Dale
Robbie Dale, geboren als Robbie Robinson, (Littleborough (Lancashire), 21 april 1940 - Lanzarote, 31 augustus 2021) was een Britse radio-diskjockey.

## Carrière
Dale was chef-dj op het voor de kust liggende radiopiratenschip Radio Caroline. Hij was een van de dj's van Radio Caroline op 14 augustus 1967 met Johnnie Walker, toen de Marine Broadcasting Offences Act van kracht werd. Tijdens hun bloeiperiode had het station 23 miljoen luisteraars. Na de buitengebruikstelling van Radio Caroline werkte hij voor het Nederlandse piratenzendschip Radio Veronica van mei 1968 tot augustus 1969. In juli 1971 presenteerde hij, bij afwezigheid van Hugo van Gelderen, enkele keren de Nationale Tip 10 bij de TROS op Hilversum 3. Vanaf donderdag 3 oktober 1974 was hij enkele jaren als invaller betrokken bij de zendtijd uitbreiding van de TROS als A-omroep op Hilversum 3.
Hij kreeg de bijnaam 'The Admiral' van Dave Lee Travis. In 1976 legde Dale in het eerste televisieprogramma van het publieke Veronica uit, dat hij die bijnaam kreeg, omdat hij mede-bemanningsleden aanspoorde om het interieur van het schip opgeruimd te houden. 
Hij werd betrokken bij de populaire muziek op andere wijze. Hij nam de single Soul Mama op voor Pink Elephant Records, uitgebracht in 1969. Hij schreef ook de song Soul Entertainer (1969) voor de funksoul-band Respect. Dale was opgenomen in de Pirate Radio Hall of Fame.

## Privéleven
Dale verhuisde in 1989 van Dublin naar Lanzarote op de Canarische Eilanden, waar hij een vakantie-appartementen-complex leidde. 
Op 31 augustus 2021 overleed hij op 81-jarige leeftijd. Dale leed al enkele jaren aan dementie.